# 高麗田中鰟鮍
高麗田中鰟鮍（學名：Tanakia koreensis）為輻鰭魚綱鯉形目鱊科田中鳑鲏屬的一種，為溫帶淡水魚，分布於亞洲韓國淡水流域，體長可達8.9公分，棲息在植物生長茂密的底中層水域，繁殖期時雌魚會將卵產在貽貝中，幼魚孵化而且停留在貝殼內中，直到它們能游泳。

## 扩展阅读
維基物種上的相關：高麗田中鰟鮍